# Konpeitō
Le konpeitō ou kompeitō (金平糖/金米糖/金餅糖) est un bonbon japonais en forme de petite boule à piques, composé de sucre coloré légèrement parfumé.
Son nom vient du portugais confeito (une variété de sucre candi). Introduit au Japon aux alentours des XVe et XVIe siècles par le missionnaire portugais Luis Frois.

## Dans la culture populaire
Dans l'anime Le Voyage de Chihiro, : le personnage de Lin (リン, Rin) donne des petites étoiles colorées aux noiraudes ressemblant à des konpeitō.
Dans les jeux vidéos Super Mario Galaxy et Super Mario Galaxy 2, Mario récupère des éclats d'étoiles ressemblant et inspirés des konpeitō, d’après le Livre d'histoire d'Harmonie dans le premier jeu, le goût de ses fragments est sucré et proche du miel. Plus récemment, les pièces violettes du pays de la Lune dans Super Mario Odyssey reprennent également le même dessin.
Concernant également le domaine des jeux vidéos, dans certains opus de la série Dragon Quest apparaît un monstre nommé Slurperstar en français et Konpeitō en japonais, ayant la forme d'une étoile et aimant les sucreries.